# Thalera aeruginata
Thalera aeruginata är en fjärilsart som beskrevs av W. Warren 1893. Thalera aeruginata ingår i släktet Thalera och familjen mätare. Inga underarter finns listade i Catalogue of Life.